# Nola rufomixtalis
Nola rufomixtalis är en fjärilsart som beskrevs av De Toulgoët 1961. Nola rufomixtalis ingår i släktet Nola och familjen trågspinnare. Inga underarter finns listade i Catalogue of Life.